# Grupa Polskich Legionów
Grupa Polskich Legionów – związek organizacyjny Legionów Polskich.

## Historia Grupy
Cesarska i królewska Komenda Grupy Polskich Legionów została utworzona na podstawie rozkazu K. Nr 4246 c. i k. Naczelnej Komendy Armii z 11 lutego 1915. 22 lutego 1915 w Piotrkowie został wydany rozkaz Nr 1 c. i k. Komendy Grupy Polskich Legionów.
Rozkazem Nr 935 c. i k. Komendy Legionów Polskich z 10 września 1915 zostały określone kompetencje Komendy Grupy. Komendantowi Grupy podlegały bataliony uzupełniające, kadry i nowo powstające oddziały przed wyruszeniem w pole, warsztaty i inne zakłady uzupełniające. Komenda Grupy sprawowała nadzór nad werbunkiem i działalnością Departamentu Wojskowego Naczelnego Komitetu Narodowego oraz rozdziałem rekrutów. Do zadań Komendy Grupy należało między uzupełnianie, na żądanie Komendy LP, zapasów Legionów walczących na froncie (uzbrojenie, umundurowanie, ekwipunek) i dyscyplina na tyłach przy pomocy podporządkowanych jej komend placów. Komendant Grupy był uprawniony do prowadzenia korespondencji z c. i k. Naczelną Komendą Armii oraz c. i k. Naczelną Komendą Etapów, a także mianowania żołnierzy w podległych oddziałach do szarży aspiranta oficerskiego włącznie. W zakresie rachunkowości i zapotrzebowań Komenda Grupy podlegała kontroli ze strony Komendy LP.
Bataliony Uzupełniające Nr I – III zostały sformowane na podstawie rozkazu z 5 maja 1915, tymczasowo jako baony kadrowe, każdy o stanie 120 podoficerów i „słabiej wyćwiczonych ludzi z byłego batalionu uzupełniającego Galicy”.
Na podstawie rozporządzenia Präs Nr 5615-II c. i k. Ministerstwa Obrony Krajowej z 13 maja 1915 zostały utworzone Stacje Zborne i Transportowe Polskich Legionów w Wiedniu, Pradze i Budapeszcie.
Na podstawie rozkazu Operc. K. Nr 8652 c. i k. Naczelnej Komendy Armii z 31 maja 1915 został utworzony Dom Rekonwalescentów Polskich Legionów w Kamińsku (nie. Rekonvaleszentensammelstelle der Polnische Legionen in Kamińsk).
Na podstawie rozkazu K. Nr 7954 c. i k. Naczelnej Komendy Armii i rozkazu Op. Nr 273 z 3 czerwca 1915 dokonano rozdziału kompetencji pomiędzy c. i k. Komendą Legionów Polskich, c. i k. Komendą Grupy i Departamentem Wojskowym NKN. Na mocy tych rozkazów c. i k. Komenda Grupy została organem władzy c. i k. Naczelnej Komendy Armii nad Departamentem Wojskowym NKN oraz władzą legionową bezpośrednio przełożoną nad wspomnianym departamentem, III Brygadą oraz formacjami uzupełniającymi. W zakresie zwierzchnictwa nad Departamentem Wojskowych NKN c. i k. Komenda Grupy podlegała bezpośrednio c. i k. Naczelnej Komendzie Armii, natomiast jako władza legionowa podlegała c. i k. Komendzie Legionów Polskich.
Na podstawie rozporządzenia Präs Nr 9274-II c. i k. Ministerstwa Obrony Krajowej z 16 czerwca 1915 zostały utworzone Komendy Placu w Morawskiej Ostrawie i Krakowie.
Na podstawie rozporządzenia Nr 4745-z c. i k. Ministerstwa Obrony Krajowej z 20 sierpnia 1915 został zwiększony etat Stacji Zbornej i Transportowej Polskich Legionów w Wiedniu.
Na podstawie rozporządzenia Präs Nr 20206-II c. i k. Ministerstwa Obrony Krajowej z 15 grudnia 1915 zostały utworzone Stacje Zborne i Transportowe Polskich Legionów w Kowlu i Lublinie.
Na podstawie rozporządzenia Präs Nr 21208-II c. i k. Ministerstwa Obrony Krajowej z 29 grudnia 1915 po raz drugi zwiększony został etat Stacji Zbornej i Transportowej Polskich Legionów w Wiedniu.
4 stycznia 1916 komendant Grupy przemianował stacje zborne i transportowe dla Legionistów polskich na personalne stacje zborne dla Legionistów polskich oraz zatwierdził powołanie nowych stacji w Lublinie i Kowlu. Od tego dnia w  Generalnym Gubernatorstwie Lubelskim znajdowały się cztery stacje: w Kozienicach, Piotrkowie (filia stacji w Kozienicach), w Lublinie i w Kowlu, oraz w Białobrzegach (Gubernia Radomska)
24 stycznia 1916 w Kozienicach został utworzony Sąd Polowy przy c. i k. Komendzie Grupy Polskich Legionów. Podstawę utworzenia sądu stanowił rozkaz c. i k. Naczelnej Komendy Armii nr Op. 18604 i pismo nr 203 Komendy Legionów Polskich z 18 stycznia 1916. Do sądu zostali przydzieleni:
- ppłk aud. Stanisław Krzyżanowski,
- por. aud. dr Józef Daniec,
- por. aud. Jakub Krzemieński,
- kpt. aud. Bolesław Dunikowski,
- por. aud. dr Tadeusz Dwernicki,
- por. aud. dr Bronisław Karol Sikorski[9].

W lutym 1916 c. i k. Komenda Grupy Legionów Polskich na ustny rozkaz c. i k. Komendy Legionów Polskich rozpoczęła formowanie 7 pułku piechoty pod nazwą „Batalion Uzupełniający Nr IV”. 17 lutego 1916 zorganizowano 1 i 2 kompanię liczące po dwóch oficerów i 160 żołnierzy oraz 3 kompanię o stanie jednego oficera i 76 szeregowców. Kompanie 1 i 2 były już przeszkolone do służby polowej. Tego samego dnia pułkownik Zygmunt Zieliński zwrócił się z prośbą do c. i k. Komendy Legionów Polskich o wystąpienie przez nią do Naczelnej Komendy Armii „o zezwolenie do tworzenia tego pułku”. Ponadto komendant Grupy Legionów Polskich przedstawił propozycje personalne oraz uzupełnień nowego oddziału przez I i II Brygadę. Pułkownik Zieliński proponował wyznaczyć: kapitana Jakubowskiego z dniem 1 marca na komendanta I baonu, majora Albina Fleszara lub majora Tadeusza Furgalskiego na komendanta pułku oraz kapitana Henryka Pomazańskiego na komendanta III baonu. Komendant Grupy Legionów przewidywał, że II baon zostanie zorganizowany w maju 1916, a po jego przeszkoleniu pułk, w składzie dwóch batalionów, mógłby zostać użyty na froncie. Pułkownik Zieliński proponował by I baon został uzupełniony przez II Brygadę, II baon przez I Brygadę, natomiast III baon w połowie przez obie brygady.
17 czerwca 1916 stacja w Kowlu została przeniesiona do Lublina.
27 lipca 1916 dotychczasowa Kompania Techniczna detaszowana w Dęblinie została przemianowana na Kompanię Etapową. Komendantem Kompanii Etapowej został por. Tadeusz Mokłowski z Komendy Placu w Kozienicach, a do pomocy zostali mu przydzieleni: ppor. Leon Jarząbkiewicz i chor. Jan Michnowicz.
Z dniem 1 lutego 1917 Komenda Grupy Polskich Legionów została rozwiązana, a jej funkcje przejęła Komenda Legionów Polskich. Tego samego dnia Żandarmeria Komendy Grupy została połączona z Żandarmerią Komendy Legionów Polskich, a por. Norbert Okołowicz został wyznaczony na stanowisko komendanta Żandarmerii Polowej i referenta żandarmerii w Komendzie LP.

## Organizacja Grupy Polskich Legionów
- c. i k. Komenda Grupy Polskich Legionów
- Oddział Garnizonowy w Kozienicach

Oddziały nowo formowane:
- c. i k. Komenda III Brygady Legionów Polskich
- 4 Pułk Piechoty
- 5 Szwadron Ułanów

Oddziały uzupełniające:
- Batalion Uzupełniający Nr I Polskich Legionów w Radomsku
- Batalion Uzupełniający Nr II Polskich Legionów w Kamieńsku (od 19 I 1916 w miejsce Baonu Nr III)
- Batalion Uzupełniający Nr III Polskich Legionów w Rozprzy (od 19 I 1916 w Jedlnej)
- Batalion Uzupełniający Nr IV Polskich Legionów w Kozienicach
- Kadra Artylerii
- Kadra Kawalerii
- Bateria Szkolna
- 1 Kompania Uzupełniająca
- 2 Kompania Uzupełniająca (od 24 VII 1916 w Dęblinie)
- 3 Kompania Uzupełniająca
- Kompania Etapowa (od 24 VII 1916 w Dęblinie)

Stacje zborne i komendy placów:
- Komenda Placu w Budapeszcie (niem. K. u. k. Platzkommando in Budapest)
- Stacja Zborna i Transportowa Polskich Legionów w Budapeszcie (niem. K. u. k. Sammel und Transportstelle für polnische Legionäre in Budapest) →
- Stacja Zborna i Rozsyłkowa Legionów Polskich w Budapeszcie →
- Personalna Stacja Zborna Polskich Legionów w Budapeszcie (niem. Personalsammelstelle für polnische Legionäre in Budapest)
- Komenda Domu Transportowego Polskich Legionów w Morawskiej Ostrawie (niem. K. u. k. Sammel und Transportstelle für polnische Legionäre in Mährisch Ostrau)
- Stacja Zborna i Transportowa Polskich Legionów we Lwowie (niem. K. u. k. Sammel und Transportstelle für polnische Legionäre in Lemberg)
- Komenda Domu Transportowego Polskich Legionów w Dziedzicach
- Stacja Zborna i Transportowa Polskich Legionów w Przemyślu (niem. K. u. k. Sammel und Transportstelle für polnische Legionäre in Przemyśl)
- Komenda Placu w Kowlu

Zakłady zaopatrujące:
- Magazyny Centralne w Kozienicach
- Magazyn w Motyczach

Zakłady sanitarne:
- Szpital Rezerwowy w Kamieńsku → w Kozienicach
- Dom Rekonwalescentów w Kamieńsku (Kamińsku)
- Izba Chorych w Kozienicach przy ul. Radomskiej

## Obsada personalna Komendy Grupy Polskich Legionów
- płk Wiktor Grzesicki – komendant grupy
- płk Zygmunt Zieliński – komendant grupy (od 5 IX 1915)
- c. k. por. / kpt. Józef Schneider z 29 pp OK – adiutant[12]
- por. Henryk Pomazański – adiutant
- c. i k. nadoficjał rachunkowy Karl Tiċak[13]
- lekarz X klasy dr Jerzy Nadolski szef sanitarny (do 8 VI 1916 → lekarz 3 Kompanii Uzupełniającej w Dęblinie)
- lekarz IX klasy dr Emil Bobrowski - szef sanitarny (od 8 VI 1916)
- ppor. żand. Bronisław Witecki – referent ewidencyjny
- por. żand. Norbert Okołowicz – komendant Oddziału Żandarmerii i referent spraw dyscyplinarno-karnych